# 이사철 (1952년)
이사철(李思哲, 1952년 9월 15일~)은 대한민국의 정치인이다.
부천군 출생이다. 서울대학교 법과대학에 재학 중이던 1974년에 사법시험에 합격했고, 이 후 서울지방검찰청 검사와 대구지방검찰청 의성지청장을 거쳐, 1996년 신한국당 공천으로 15대 총선에 출마해 초선 의원이 됐다. 신한국당 대변인으로 재직했으며, 16대 및 17대 총선에서 낙선하였다. 18대 총선에서는 참여정부 심판론에 편승해 재선에 성공했다.

## 이장형 씨 간첩조작사건 관여
1984년 6월 이장형 씨가 조총련에 소속되어 있었던 친척과 접촉을 했다는 이유만으로 남영동 대공분실로 끌려가 고문기술자 이근안으로부터 67일간 고문을 당한 끝에 자신이 간첩이라고 거짓자백했던 사건. 거짓자백 후 당시 검사였던 이사철을 만나 자신의 억울함을 호소했으나 이장형 씨가 보는 앞에서 대공분실에 전화를 걸어 방북 및 간첩행위를 부인한다며 다시 조사하라고 지시를 했다고 한다. 겁에 질린 이장형 씨는 결국 다시 자신의 간첩 혐의를 인정해야 했고 법원으로부터 무기징역형을 받은 뒤 15년의 복역 후 석방되었다. 이장형 씨는 사망 2년 후에야 무죄임을 인정받을 수 있었다.

## 약력
- 1952년 경기도 부천군 출생
- 인천창영초등학교 졸업
- 경복중학교 졸업
- 1971년 경복고등학교 졸업
- 서울대학교 법대 재학 중 16회 사법시험에 합격, 법무관으로서 육군대위로 군복무를 마쳤다.
- 1981년 서울대학교 법학과 졸업
- 1989년 수원지검 검사를 시작으로 공직을 시작, 법무부 2,3,4과장을 두루 거쳤다. 서울 남부지청 부장검사를 끝으로 공직을 떠나 변호사 사무소를 개설했다.
- 1996년 15대 국회의원 선거에 신한국당 후보로 출마, 당선(부천시 원미구 을)
- 신한국당/한나라당 대변인 및 15대 국회 정무위원회 간사를 역임했다.
- 2000년 16대 국회의원 선거에 한나라당 후보로 출마(부천시 원미구 을)
- 2004년 17대 국회의원 선거에 한나라당 후보로 출마(부천시 원미구 을)
- 2008년 18대 국회의원 선거에 한나라당 후보로 출마, 당선(부천시 원미구 을) - 배기선후보를 꺾고 당선됐다.
- 18대 국회에서 정무위원회 간사를 맡고 있고, 한나라당 정몽준 전대표의 특보단장을 맡았다.
- 2011년 11월 한미FTA 찬성
- 2011년 12월 인천공항 매각안 발의
- 현재 (사)전주이씨대동종약원 종민회 회원
- 2017년 2월 자유한국당
- 자유한국당 경기도당 고문
- 국민의힘 경기도당 고문

## 역대 선거 결과
|  | 37.93% |

|  | 41.28% |

|  | 39.97% |

|  | 48.97% |

|  | 35.90% |